# たたき網漁
たたき網漁（たたきあみりょう）とは、福井県若狭町の三方湖に伝わる伝統漁法。若狭の冬の風物詩となっている。
冬期に湖底に潜む魚（主にコイやフナ）に対し青竹（竹竿）で水面を叩いて驚かせ、仕掛けた刺し網に追い込み獲る漁法で、大正時代から伝わるとも、江戸時代から伝わるともいわれ、日本では珍しくなった漁法である。竹竿の長さは約4メートル乃至、約5メートル。船は小さな川船で、現代では船外機も用いるが、手漕ぎの場合もある。
福井県若狭町の地元では「たたく」の方言から、たたき網漁を「かち網漁」ともいう。
漁期は11月中旬又は12月初め頃から始まり、3月末頃までで、“網下ろし”といわれる初漁日は大安の日が選ばれる。
たたき網漁に用いる網の目の大きさは13-16cmの間で、5ミリ-1センチ間隔で異なる目の大きさの網が何種類も用意され、乱獲を防ぐために、その年の幼魚の生育具合で網を替える。
近年は、オオクチバスやブルーギルなどの侵略的外来生物の防除も担っている。